# Tetratheca rubioides
Tetratheca rubioides är en tvåhjärtbladig växtart som beskrevs av Cunn.. Tetratheca rubioides ingår i släktet Tetratheca och familjen Elaeocarpaceae. Inga underarter finns listade i Catalogue of Life.